# Gisèle Magnan
Gisèle Magnan est une pianiste française, fondatrice et directrice de l’association Les Concerts de poche qui cherche à démocratiser la musique classique.

## Biographie
Gisèle Magnan commence le piano à l’âge de sept ans à la Schola Cantorum de Paris, avec Nadia Tagrine et Alfred Loewenguth. À 13 ans, elle entre au Conservatoire national supérieur de musique et de danse de Paris. Elle y étudie le piano avec Vlado Perlemuter, la musique de chambre avec Geneviève Joy et l’analyse avec Betsy Jolas. Elle suit ponctuellement les enseignements de la pianiste autrichienne Lili Kraus et du pianiste russe Dimitri Bachkirov. Gisèle Magnan obtient trois premiers prix à l’unanimité : piano (première nommée du concours), musique de chambre et analyse. À 19 ans, alors qu’une carrière de concertiste s’ouvre à elle, elle décide de prendre du recul et de perfectionner son art auprès du pianiste Jean-Rodolphe Kars. Sa « retraite » musicale dure quatre ans, pendant lesquels elle bénéficie également de l’enseignement du pianiste russe Nikita Magaloff et des conseils du chef d’orchestre roumain Sergiu Celibidache.
La carrière soliste de Gisèle Magnan débute réellement en 1982. Saluée par Le Monde de la musique comme « l’une des meilleures pianistes de sa génération », elle s’impose vite sur la scène française et internationale.
Pianiste engagée et mère de quatre enfants, Gisèle Magnan souffre du fossé qui se creuse entre la musique classique et le grand public. Pour rendre cet art accessible au plus grand nombre, elle crée, en compagnie du claveciniste-compositeur Pierre-Alain Braye-Weppe, Les Concerts de poche en 2002. L’association, qui a pour but d’emmener de grands artistes de la musique classique, du jazz et de l’opéra dans les campagnes et les quartiers, commence véritablement ses activités en 2005. Elle organise des ateliers de pratique musicale et des concerts (le violoniste Augustin Dumay, les pianistes Jean-Marc Luisada et Michel Dalberto, etc.), dans des salles des fêtes et des maisons de quartier. En 2007, Gisèle Magnan met fin à sa carrière de concertiste pour se consacrer pleinement au développement des Concerts de Poche, dont le siège social est installé à Féricy, en Seine-et-Marne.
Attachée à la transmission, Gisèle Magnan continue d’accompagner de jeunes pianistes comme Thomas Enhco ou Jonathan Fournel. Elle anime également des ateliers à la Sorbonne, ou au Conservatoire national supérieur de musique de Paris, où on l’invite aussi régulièrement à participer aux différents jurys. Elle a été nommée au grade chevalier de l’ordre national du Mérite en avril 2017, et est nommée chevalier des Arts et des Lettres en juin 2020, par le ministre de la culture.

## Discographie
- Beethoven, Sonate no 31 opus 110, 32 variations en ut mineur, Sonate no 21 opus 53, Adda, 1989 Choc du Monde de la Musique[11]
- Brahms, Variations et fugue sur un thème de Haendel opus 24, Klavierstücke opus 118, Adès, 1995